# Neoclytus turuna
Neoclytus turuna là một loài bọ cánh cứng trong họ Cerambycidae.